# Tomáš z Celana
Blahoslavený Tomáš z Celana, O.F.M. (asi 1200 Celano – asi 1265 Tagliacozzo) byl italský řeholník, básník a spisovatel.
Je považován za autora hymnu Dies irae.

## Život
Kolem roku 1215 vstoupil do Řádu menších bratří. Proto byl jedním z prvních učedníků sv. Františka a také ho osobně poznal.
Roku 1221 mu bylo navrženo aby se zúčastnil mise do Německa s Cesariem ze Špýru na podporu nového františkánské řádu. Roku 1223 byl jmenován "jediným správcem" (custos unicus) františkánské provincie Porýní-Falc, která zahrnovala Kolín nad Rýnem, Mohuč, Worms a Špýr.
Po dvou letech se vrátil do Itálie a byl přítomen u dvou významných událostí ze života svatého Františka: smrti svatého Františka (3. října 1226) a svatořečení sv. Františka (16. července 1228).
Papež Řehoř IX. jej pověřil sepsat život sv. Františka.
Roku 1260 získal své poslední místo, funkci duchovního ředitele kláštera Klarisek v Tagliacozzo kde zemřel okolo roku 1265. Byl pohřben v kostele San Giovanni Val dei Varri u kláštera klarisek.
Dnes jsou jeho ostatky uloženy v kostele Svatého Františka v Tagliacozzo. Je uctíván jako blahoslavený vox populi.

## Díla
- Legenda ad Usum chori (asi 1230)
- S. Francisci Assisensis vita et miracula
  - Vita prima S. Francisci (1228/1229)
  - Vita secunda S. Francisci (1246/1247)
  - Tractatus de miraculis S. Francisci (mezi roky 1247 a 1257)
- Legenda S. Clarae Virginis (1255)